# Канатная дорога Благовещенск — Хэйхэ
Канатная дорога Благовещенск — Хэйхэ — строящаяся трансграничная канатная дорога через Амур, которая свяжет города Благовещенск (Россия) и район Айхуэй городского округа Хэйхэ (КНР). Первая в мире канатная дорога между двумя странами.

## Описание
Общая протяжённость канатной дороги будет составлять 976,28 метра. Время перемещения между конечными пунктами — около 6 минут. Объём пассажирских перевозок ожидается 6,8 тыс. человек в сутки, 1788 человек в час в одном направлении и 2,5 млн человек в год (целевой пассажиропоток в обоих направлениях). Будут работать две кабины вместимостью по 110 человек каждая. Интервал между рейсами планируется в 12-15 минут. Скорость движения гондолы — 7 м/сек. Дорога будет состоять из 2 линий на 2 опорах с двумя кабинами, и работать по маятниковому принципу, аналогично фуникулёру. Высота тросов предусматривает свободное прохождение речного транспорта по Амуру. Суммарная грузоподъёмность канатной дороги — 23 тонны. Бюджет проекта — около 10 млрд рублей.
На российской стороне будет построена 4-этажная терминальная станция по проекту голландского архитектурного бюро «UNStudio», площадью 4,9 га, там будут находиться пункты пропуска через границу и торговые площади. Компания «UNStudio» стала победителем международного закрытого конкурса на архитектурную концепцию терминальной станции, организованного «КБ Стрелка». Консалтинговая компания «КБ Стрелка» также разработала экономическую и функциональную модель терминальной станции и прилегающей территории.
Генеральный подрядчик — компания ООО «СиАрСиСи Рус». Компания выполняет работы как с российской стороны, так и с китайской и выбрана единым подрядчиком строительства. Срок окончания реализации проекта запланирован на 2025 год.

## Ход строительства
Строительство ведут 2 компании из РФ и КНР — ГК «Регион» и «Цзиньлунган».
Старт строительства был дан 18 июля 2019 года. Церемония проходила на барже посреди Амура, в ней приняли участие главы компаний-инвесторов, губернатор Амурской области Василий Орлов, первый заместитель председателя народного правительства провинции Хэйлунцзян Ли Хайтао, мэр Благовещенска Валентина Калита, глава народного правительства Хэйхэ Ма Ли.
Стадии строительства:
- 2019 г. — Проектирование объекта.
- 2020 г. — Прохождение главгосэкспертизы РФ и получение разрешения на строительство; Подготовительные работы.
- 2021 г. — Земляные работы и устройство буронабивных свай; Устройство фундаментов.
- 2022 г. - На строительной площадке работы практически не велись, ввиду санкционных ограничений французской компании "Poma" на поставку необходимого оборудования.
- 2023*- 2025 гг. — *Запуск в эксплуатацию планировалось дать в первом полугодии 2023 года.  Ввиду того, что в 2022 г. работы на площадке строительства не велись, стало известно, что запуск канатной дороги возможно будет перенесён на 2024 год, по причине паузы в переговорах с французскими партнерами, которые поставляют оборудование. Пауза связана с санкционными ограничениями, но заявлений об отказе исполнения обязательств по контрактам от зарубежных партнеров не поступало.   В июне 2023 года стало известно, что стройка "расконсервировалась" после санкций и оборудование для канатной дороги было найдено в другой стране, вне взаимодействия с французскими партнерами. К концу августа 2023 года строители приступили к укладке фундаментов линейной опоры, а в октябре начали монтаж металлоконструкций терминала. В январе 2024 года строители начали возводить второй этаж терминала. В апреле, началось возведение третьего этажа. На конец апреля с китайской стороны уже построена опора под канат. Со стороны России в конце июня начали возводить опору для канатной дороги. В августе строительная площадка канатной дороги получила статус зоны таможенного контроля. Запуск в эксплуатацию назначен на июль 2025 года [8]. На начало ноября закончено строительство одной из самых важных конструкций – двух монолитно-каркасных пилонов высотой 21 метр. Они должны удерживать главное технологическое оборудование. Выполнен монтаж линейной опоры российско-китайской канатной дороги, собран основной каркас терминала, подходят к концу монтажные работы. Работы на объекте ведутся круглые сутки – в две смены. Декабрь 2024 года - полностью смонтирована линейная опора канатной дороги высотой 64 метра. Возведен корпус четырехэтажного комплекса. Подрядчик готовится к монтажу фасада. Внутри к установке собственного оборудования приступили контрольно-надзорные ведомства, которые будут курировать международное сообщение. Общая готовность объекта составляет 50%